# Liegi-Bastogne-Liegi 1938
La Liegi-Bastogne-Liegi 1938, ventottesima edizione della corsa, fu disputata l'11 maggio 1938 per un percorso di 211 km. Fu vinta dal belga Alfons Deloor, giunto al traguardo in 5h41'41" alla media di 37,051 km/h, precedendo i connazionali Marcel Kint e Félicien Vervaecke. 
I corridori che portarono a termine la gara al traguardo di Liegi furono in totale 50.

## Ordine d'arrivo (Top 10)
| Pos. | Corridore          | Squadra            | Tempo    |
| ---- | ------------------ | ------------------ | -------- |
| 1    | Alfons Deloor      | Helyett-Hutchinson | 5h41'41" |
| 2    | Marcel Kint        | Mercier-Hutchinson | s.t.     |
| 3    | Félicien Vervaecke | Labor              | s.t.     |
| 4    | François Dedonder  | -                  | s.t.     |
| 5    | Sylvère Maes       | Alcyon-Dunlop      | s.t.     |
| 6    | Jérôme Dufromont   | -                  | s.t.     |
| 7    | Louis Janssens     | -                  | s.t.     |
| 8    | Edward Vissers     | Alcyon-Dunlop      | s.t.     |
| 9    | Louis Hardiquest   | De Dion-Bouton     | s.t.     |
| 10   | Frans Demondt      | -                  | s.t.     |